# 结合能
结合能（英語：binding energy）依语境又称束縛能，是指两个或多个粒子结合成更大的微粒释放的能量，或相应的微粒分解成原来的粒子需要吸收的能量，这两种表述是等价的。
比如质子和中子结合成原子核时放出的能量，或原子核完全分解成质子和中子时吸收的能量，就是这种原子核的结合能。在结合成原子核的过程中，结合之前质子与中子质量之和大于结合之后原子核的质量，出现质量亏损，放出能量。放出的能量可以用质能方程{\displaystyle \Delta E=(\Delta M)c^{2}}计算。
又如假設電子在原子的第n層軌域的能量為 -En，欲使此電子脫離軌域至少需要 En的能量；此能量 -En，即為該電子在第n層軌域上之束縛能。

## 广义定义
在更广泛的层面上，结合能是指将一个整体分为若干个部分所需要的能量（或者相反过程放出的能量）。一个处于基态的整体相比于组成它的分散的个体拥有更低的能量，这是这个系统能够处于稳定状态的原因。
在原子尺度上，原子的原子结合能源于原子内部的电磁作用，是使原子分解为电子和原子核所需的能量。电子结合能是原子释放电子成为离子所需要的能量，通常称为电离能。
在原子核尺度上，结合能等于核子或原子核组成新原子核时释放的能量，同时也是将原子核分解为自由的、未结合的核子需要的能量。原子核的结合能源于核子之间的核力。
在天体物理学上，天体的引力结合能是指将该天体的物质全部移动到无穷远处需要的能量。和引力势能不同，引力势能是指将两个在万有引力作用下的物体（比如地球和太阳）之间距离增加到无穷大（而物体保持完整）需要的能量。后者能量更小些。

## 质能关系
一般来说，一个被束缚的系统相比于它对应的未束缚的组成部分拥有更低的能量，也因此拥有更少的质量。对于一个结合能很低的系统，各组成部分结合后的质量的亏损也会是极小的；而对于一个结合能很高的系统，质量的亏损就会很容易测得。
在一个静态系统（不含任何净动量的系统），所有形式的能量表现为静质量。而由于结合能而损失的质量转化为了热、光、原子或原子核的较高能级或其他形式的能量，根据爱因斯坦的质能方程，质量亏损和能量损失是一致的。一旦系统冷却下来，从高能级跃迁至低能级，系统剩余的质量将比最初在高能量状态下时低。质量的测定通常在较低的温度（即系统处于基态/被束缚态）下进行，这时测得的质量与它的组成部分的质量之和的差值称作“质量亏损”。
这里给出一个例子：两个物体在空间中通过引力场相互吸引。引力使两个天体加速，使它们通过互相靠近使引力势能转化为动能而加速。如果两个物体之间没有（除引力之外的）相互作用就互相飞越后分开，或是发生了完全弹性碰撞，那么这时动能开始转化为引力势能，速度减小。这两个正在减速的物体之间的距离最终可以达到开始时的值，然后重新开始上面的过程。这就说明一个没有损失能量的系统（例子中动能和引力势能相互转化，没有损失），不会结合成一个稳定的物体。因此，只有因加速而获得的动能全部损失之后，才能结合成一个稳定的物体。
类似的情况在化学和核物理等方面都有所体现。在孤立系统中进行的放热化学反应并不改变系统质量，一旦反应中放出的热量被“移”出这个系统（对应能量的改变），那么系统质量就会发生改变（这样的质量变化对于宏观系统来说太小，以致于难以探测到）。吸热反应则反之。在核反应中，质量的改变会产生光和热，而结合能在总能量中占的比例也更大。质量的变化可以直接从生成物和反应物的质量的差值计算出来。

### 质量的改变
系统中质量的减少，尤其是原子核中质量的变化，被称为质量亏损。在核裂变、核聚变和自发的衰变过程中，变化后的质量小于之前的质量，因此放出能量。这样放出的能量以{\displaystyle \Delta E=\Delta mc^{2}}计算。
对于上述公式的最新证明在2005年，兰维尔（英語：Rainville）等人发表的实验中，通过比较质量变化与中子俘获时发射的伽玛射线的能量，来证明硅和硫的同位素原子中中子的结合能导致的质量损失中的能量守恒。伽马射线的能量与质量损失对应的能量相差不超过±0.00004 %。

## 平均结合能
一个原子核的结合能与其中核子数量（质子与中子数量之和）的比值称为原子核的平均结合能，又称比结合能。随着原子序数的增大，原子核的平均结合能发生变化。在铁元素平均结合能达到最大，之后开始缓慢下降。由较低平均结合能的原子核转变为较高平均结合能的原子核时就会释放能量。

### 应用

元素平均结合能在达到最高前有几个峰值，在铁元素处达到最大随后缓慢下降

- 核裂变与核聚变是分别将重核和轻核向着平均结合能增大的方向转变的过程，因此都能放出巨大能量。
- 恒星中发生的核聚变反应能产生的最重的元素是铁，因为如果要聚变成更重的元素就需要吸收能量。